# Georg Jamin
Georg Jamin (* 27. Oktober 1825 in Kronberg im Taunus; † 7. Februar 1909 ebenda) war ein deutscher Bürgermeister und Mitglied des Provinziallandtages der Provinz Hessen-Nassau.

## Leben
Georg Jamin entstammte einer Hugenottenfamilie aus Friedrichsdorf, das Ende des 17. Jahrhunderts von dreißig Familien, die wegen ihrer Religionszugehörigkeit aus Angst vor Verfolgung aus Frankreich geflohen waren, gegründet worden ist. Er war ein Sohn des Johann Christian Jamin (* 1794) und der Sybilla Phildius (* 1789, Tochter des Chirurgen Jacob Isidor Philidius).
Nach dem Besuch des Gymnasiums Philippinum Weilburg und dem Abitur am Gymnasium Hadamar absolvierte er ab 1849 ein Studium der Rechtswissenschaften an der Ruprecht-Karls-Universität Heidelberg. 1864 wurde er in seiner Heimatstadt zum Bürgermeister auf Lebenszeit gewählt. In seiner Amtszeit setzte er sich tatkräftig für den Anschluss Kronbergs an das Eisenbahnnetz, den Bau einer Volksschule sowie eines leistungsfähigen Wassernetzes (Ver- und Entsorgung) ein. 
1891 erhielt er als Nachfolger von Jakob Aumüller ein Mandat für den Nassauischen Kommunallandtag des preußischen Regierungsbezirks Wiesbaden und den Provinziallandtag der Provinz Hessen-Nassau, wo er bis 1906 Mitglied der Wegebaukommission war. 
Im Juli 1876 wurde er durch die Regierung in Wiesbaden für den verstorbenen Bürgermeister und Standesbeamten Filius einstweilen mit der Wahrnehmung der standesamtlichen Aufgaben in Heddernheim (seit 1910 Stadtteil von Frankfurt am Main) beauftragt.
Aus gesundheitlichen Gründen legte er seine Ämter nieder.

## Öffentliche Ämter
- Verwaltungsratsmitglied der Kronberger Eisenbahn
- Aufsichtsratsvorsitzender des Kronberger Vorschussvereins

## Auszeichnungen
1905 Ehrenbürger der Stadt Kronberg im Taunus